# Úcar

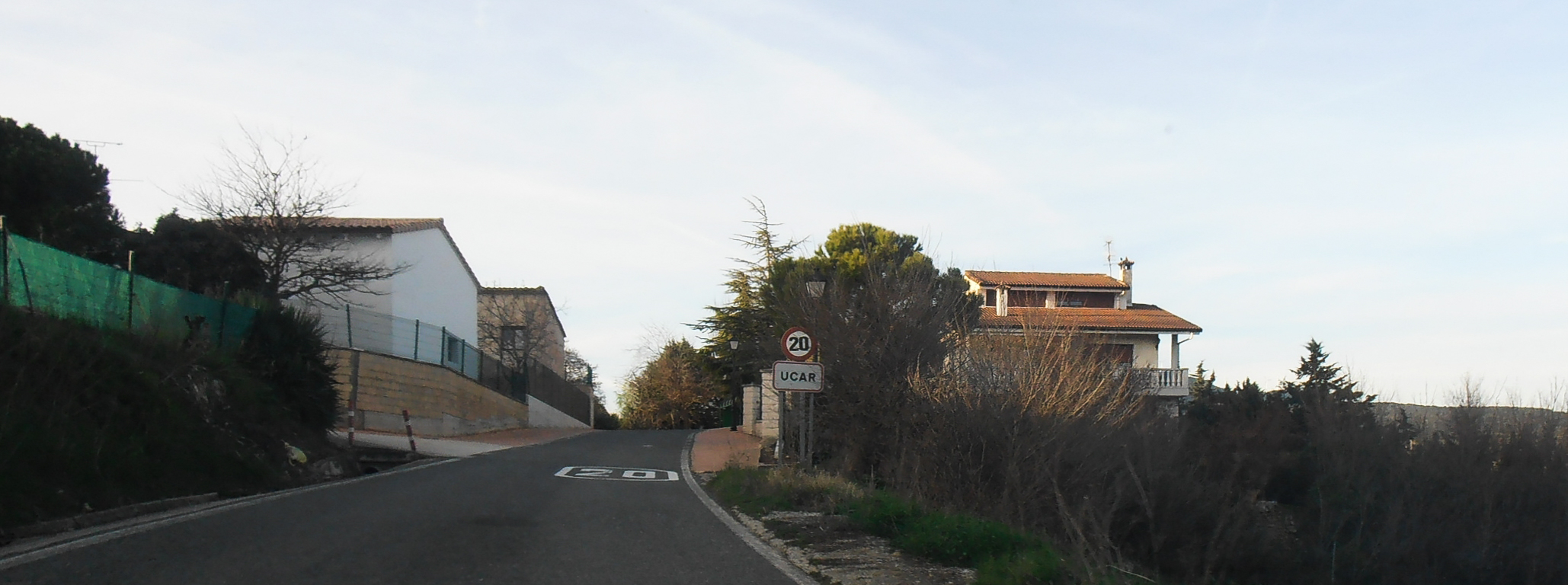
Entrada al municipio.

Úcar (en euskera: Ukar) es un municipio español de la Comunidad Foral de Navarra, situado en la Merindad de Pamplona en la comarca de Puente la Reina, en el Valdizarbe y a 22,2 km de la capital de la comunidad, Pamplona. Su población en 2024 fue de 190 habitantes (INE).

## Demografía
Úcar cuenta con una población de 190 habitantes (INE 2024).
| Gráfica de evolución demográfica de Úcar entre 1842 y 2021                                                          |
| |
| Población de derecho según los censos de población del INE Población de hecho según los censos de población del INE |

## Historia
Durante algún tiempo, desde el siglo XI, perteneció al monasterio de San Juan de la Peña. 
Se sabe que en 1370 Rodrigo de Úriz, un ricohombre, adquirió este lugar. Este caballero fue chambelán del rey Carlos II de Navarra y merino de Sangüesa, de Estella y de la Ribera. Junto con su hermano Martín Martínez de Úriz, habían participado en la batalla de Cocherel. Pero tras su ejecución, acusado de traicionar al rey para entregar Tudela y Caparroso al rey castellano, esta propiedad fue confiscada y se integró en el patrimonio de la Corona navarra. En 1407 Carlos III lo incluyó como parte del vizcondado de Muruzábal, cuando creó este título e favor de su hermanastro Leonel de Navarra.
Dentro de su término municipal se asentaba antiguamente la localidad de Ahe que Fernando Pérez Ollo situaba entre Elordi y Larrain. Aún figura en 1427 en el Libro de Fuegos de la merindad de Pamplona, junto con Auriz, Gomacin y el antes mencionado Elordi.